# Buspiron
A buspiron szerotonin receptor (5-HT1A) parciális agonista, kémiailag azaspirodekándion származék. A klinikumban, mint szorongáscsökkentőt (anxiolitikum) alkalmazzák. Álmosító, szedato-hipnotikus hatása nincs, sőt a tanulási képességet, memóriát sem befolyásolja. Hátránya viszont, hogy a hatás csak 7-10 nap alatt alakul ki.

A buspiron a Bristol-Myers Squibb szabadalma, 2001-től generikum. Az amerikai piacon több, mint 10 készítmény van forgalomban, nálunk egyelőre kettő.

## Hatása
Hatásmechanizmusa eltér a benzodiazepin szerkezetű anxiolyticumokétől, nem kötődik a GABA-benzodiazepin receptor komplexhez. Anxiolyticus hatékonysága a benzodiazepinekéhez hasonló mértékű, de velük szemben nem rendelkezik izomrelaxáns, anticonvulsiv és hipnoticus hatással, sedativ hatása pedig jelentősen gyengébb, a psychomotoros functiokat nem rontja.
Axiolyticus hatását elsősorban a szerotonerg rendszer modulálásával fejti ki, az 5-HT1A receptor parciális agonistája. Mérsékelt hatást gyakorol a dopaminerg (D2 receptor) és a noradrenerg rendszerre. Az agyi D2 receptorhoz viszont mutat némi affinitást.
A benzodiazepinekkel ellentétben buspiron-kezelés során nem alakul ki tolerancia, dependencia, elhagyásakor nem jelentkeznek megvonási tünetek. Nem potenciálja az alkohol központi idegrendszeri depresszív hatását.

## Indikáció
- Szorongásos állapotok, elsősorban generalizált szorongás (Generalized Anxiety Disorder - GAD)
- depressziós állapotok adjuváns kezelése. Eredményességét fokozta, ha  melatoninnal együtt alkalmazták. A kutatók feltételezése szerint az SSRI-ktől eltérően hat. Előzetes kutatások azt sejtetik, hogy a buspiron+melatonin kombináció serkenti az új agyi neuronok növekedését, a neurogenezist.[3][4][5]

## Kontraindikáció
- Súlyos máj- és veseelégtelenség
- Zöldhályog (glaucoma)
- Egyidejű MAO - gátlóval való kezelés (súlyos magas vérnyomással járó  krízis léphet fel)
- Myasthenia gravis (izomgyengeséggel járó kórkép)

## Mellékhatás
A buspiron a betegek számára jól tolerálható gyógyszer. A mellékhatások általában a kezelés elején lépnek fel, és a kezelés folytatásával megszűnnek. A mellékhatások egy része magyarázható a szerotonerg rendszerrel, mint például hányinger, hányás. A kezelés során esetleg fellépő egyéb mellékhatások, mint nyugtalanság, fejfájás, idegesség más mechanizmus révén jön létre.

## Interakció
- Haloperidol: együtt alkalmazás esetén megemelkedik a Haloperidol vérszintje
- Rifampicin: csökkenti a buspiron vérszintjét
- MAO-gátlók: extrém magas vérnyomással járó krízis léphet fel
- alkohol
- Grapefruit, grapefruit ital: növeli a buspiron plazmaszintjét, amitől mellékhatások alakulhatnak ki illetve azok fokozódhatnak[6]

## Dózis
Az ajánlott napi kezdő adag 15 mg, ami 2-3 naponként 5 mg-mal emelhető. Az átlagos napi adag 20–30 mg. Az egyszeri maximális adag 30 mg, a maximális napi adag 60 mg. Magyarországon jelenleg 5 és 10 mg-os tabletták vannak forgalomban.

## Készítmények
- Anxiron
- Spitomin (Egis Nyrt.)